# Безупречна репутация
„Безупречна репутация“ (на френски: Coup de torchon) е френски филм от 1981 година, комедия на режисьора Бертран Таверние.

## Сюжет
Вдъхновен от романа на Джим Томпсън „Население: 1280 души“, филмът на Бертран Таверние „Безупречна репутация“ умело прехвърля историята на глуповато ченге и неговата любовница-кавгаджийка от американския юг във френската Западна Африка. Филип Ноаре е брилянтен в ролята на Люсиен Кордие – единствен полицай в отдалечено градче, който никога през живота си не е арестувал никого, нито е използвал оръжието си. Тормозен и подиграван от всички, постепенно Кордие се превръща в хладнокръвен убиец, който, по неговите думи, е призван от Бога да раздава правосъдие. Тази нео-ноар класика се движи по тънката линия между насилието и лиризма с черен хумор и визуална изящност...

## В ролите
| Изпълнител      | Роля                 |
| --------------- | -------------------- |
| Филип Ноаре     | Люсьен Кордие        |
| Изабел Юпер     | Роза                 |
| Стефан Одран    | Югет Кордие          |
| Жан-Пиер Мариел | Перон и неговия брат |
| Еди Мичел       | Ноно                 |
| Ги Маршан       | Шавасон              |
| Ирен Скоблин    | Анна, учителка       |
| Мишел Бон       | Вандербрук           |